# Hans Hass Jr
Hans Hass Jr. (Salzburg, 3 september 1946 - München, 28 juni 2009) was een Oostenrijks acteur, zanger en vrijetijdspecialist.
Hij was de zoon van duikpionier Hans Hass en actrice Hannelore Schroth.

## Filmografie
- Van de Velde: Das Leben zu zweit - Sexualität in der Ehe (1969)
- Hürdenlauf (1969)
- Liebling, sei nicht albern! (1970)
- Yearning for Love (1970)
- The Bloody Judge (1970)
- Junge Leute wollen lieben (1971)
- The Resort Girls (1971)
- X312 - Flight to Hell (1971)
- Robinson und seine wilden Sklavinnen (1972)
- Jungfrauen-Report (1972)
- Deadly Jaws (1974)
- Deutschlandlied (1984)

## Televisieseries
- Tatort (1973)
- Okay S.I.R. (1973)
- Graf Yoster gibt sich die Ehre (1974)